# Мулай Абд ар-Рахман
Мулай Абул Фадл Абд ар-Рахман бен Хашам ибн Сулейман (28 ноября 1778 — 28 августа 1859) — султан Марокко из династии Алауитов, правил в 1822—1859 годах. Он был последним в XIX веке полностью независимым правителем Марокко, его правление ознаменовалось всё большими уступками европейским державам и частичной утратой суверенитета.

## Биография
До вступления на престол Абд ар-Рахман был губернатором Эс-Сувейры. В 1819—1821 годах он в качестве командующего армией подавлял восстание на севере страны. После этого был назначен губернатором Феса. Султан Сулайман, дядя Абд ар-Рахмана, находясь на смертном одре, назначил племянника наследником при том, что у него были свои сыновья.
В ноябре 1822 года Абд ар-Рахман вступил на престол. Фактически султан полностью контролировал лишь северо-западную часть страны, в то время как жители полупустынных и горных районов подчинялись лишь своим религиозным лидерам. В этих районах сохранялись пережитки родоплеменных отношений. Первые три года своего правления Абд ар-Рахман восстанавливал центральную власть в отдалённых регионах, а также вынужден был бороться с претендовавшими на престол сыновьями Сулаймана и северными группами мятежников. Также султану приходилось подавлять восстания племён в 1824, 1828, 1831, 1843, 1849 и 1853 годах.
Также царствование Абд ар-Рахмана было богато столкновениями с европейскими державами. Часто причиной тому становилось пиратство, благодаря которому при Алауитах традиционно пополнялась султанская казна. При султане Сулаймане марокканский корсарский флот пришёл в непригодное состояние. Абд ар-Рахман существенно обновил его, приобретя несколько подержанных кораблей в Гибралтаре, он снарядил их и отправил в море в 1828 году. Чтобы не допустить оттока европейских торговцев из страны, султан убеждал послов, что его корсары не тронут суда под флагами тех стран, которые заключили с марокканцами торговые соглашения. На деле же корсары без уважения отнеслись к этим соглашениям и атаковали торговые суда без разбора, из-за чего у Абд ар-Рахмана возникли сложности с европейцами. После захвата пиратами британских кораблей английский флот произвёл бомбардировку Танжера. В схожей ситуации австрийцы провели бомбардировку Асилы, Эль-Ариша и Тетуана, после чего добились прекращения дани, которая платилась султану Венецией.
Когда в 1830 году французские войска вошли на территорию Алжира, Абд ар-Рахман не смог выступить на стороне соседнего государства ввиду слабости собственной армии. Более того, в 1832 году султан дал обещание французам не вмешиваться в алжирские события. Однако по требованию возбуждённого фанатизмом марокканского населения Абд ар-Рахман оказывал помощь Абд аль-Кадиру в борьбе с французами, снабжая его оружием, лошадьми и деньгами. В 1839—1843 годах Абд аль-Кадир вместе со своими людьми неоднократно скрывался на территории Марокко. Французские войска, преследуя его, часто вторгались на марокканскую территорию. В 1844 году султан попытался оказать французам вооружённое сопротивление, но его войска потерпели сокрушительное поражение в битве при реке Исли. Это первое за два столетия поражение марокканской армии продемонстрировало европейцам её слабость.
При посредничестве Англии 10 сентября 1844 года состоялось заключение Танжерского мирного договора, урегулировавшего военный конфликт Франции и Марокко. По договору султан обязался отвести свои войска от границы с Алжиром, которая была теперь точно определена, и прекратить любую помощь Абд аль-Кадиру. Франция получила в Марокко режим преференций. После этого Абд аль-Кадир угрожал самому султану, собрав войско на территории Марокко с намерением основать здесь собственное государство, но после первых удач принуждён был опять удалиться в Алжир в 1847 году.
До поражения от Франции Марокко вместе с Эфиопией оставалось последним полностью суверенным государством на африканском континенте. Увидев слабость марокканского государства, европейские державы стали сильнее на него давить. В 1844 году султан велел казнить испанского консульского агента Виктора Дармона. Отношения с Испанией обострились, но вмешательство Великобритании, стремившейся компенсировать рост влияния Франции, позволило мирно урегулировать конфликт. В 1845 году французы принудили султана к подписанию унизительного Лалла-Марнийского договора, который фактически давал французским войскам законные основания вторгаться на территорию Марокко.
В 1856 году Великобритания добилась от Марокко подписания ещё одного договора, существенно ограничивающего суверенитет государства. По этому договору султан, долгое время придерживающийся политики изоляции страны для европейцев и их товаров, более не имел права препятствовать их проникновению в Марокко. Кроме того, европейцы были защищены от юридического преследования местными властями на марокканской территории.
Абд ар-Рахман умер в августе 1859 года, оставив наследником своего сына Сиди-Мухаммеда.